# Jamaica
Jamaica (IPA: [dʒəˈmeɪkə]ⓘ) a Nagy-Antillák szigetcsoporthoz tartozó, 240 kilométer hosszú és 80 kilométer széles szigetország. A Karib-tengerben fekszik, a közép-amerikai szárazföldtől 680 kilométerre keletre, Kubától 150 kilométerre délre, a Hispaniolán lévő Haititől pedig 180 kilométerre nyugatra.
A szigetet eredetileg a bennszülött taíno indiánok lakták, majd Kolumbusz Kristóf 1494-es érkezése után spanyol fennhatóság alá, majd a 17. században az angolok kezére került.
Ma a sziget lakossága meglehetősen kevert, azonban túlnyomó többsége az Afrikából áthurcolt rabszolgák leszármazottja.
Jamaica az amerikai kontinens harmadik legnépesebb, többségében angol anyanyelvű (anglofón) országa, az Egyesült Államok és Kanada után, bár a helyiek egy kreol változatot beszélnek. A Karib-térség negyedik legnépesebb országa. Innen ered a rasztafariánus mozgalom; egyben a reggae-zene őshazája, Bob Marley is itt született.
Az 1960-as évek óta jelentős jamaicai diaszpóra él külföldön, különösen Kanadában, az Egyesült Királyságban és az Egyesült Államokban.

## Etimológia
A sziget neve az őslakos taíno nép nyelvéből ered: „xaymaca" szó jelentése „a források szigete”.

## Földrajz

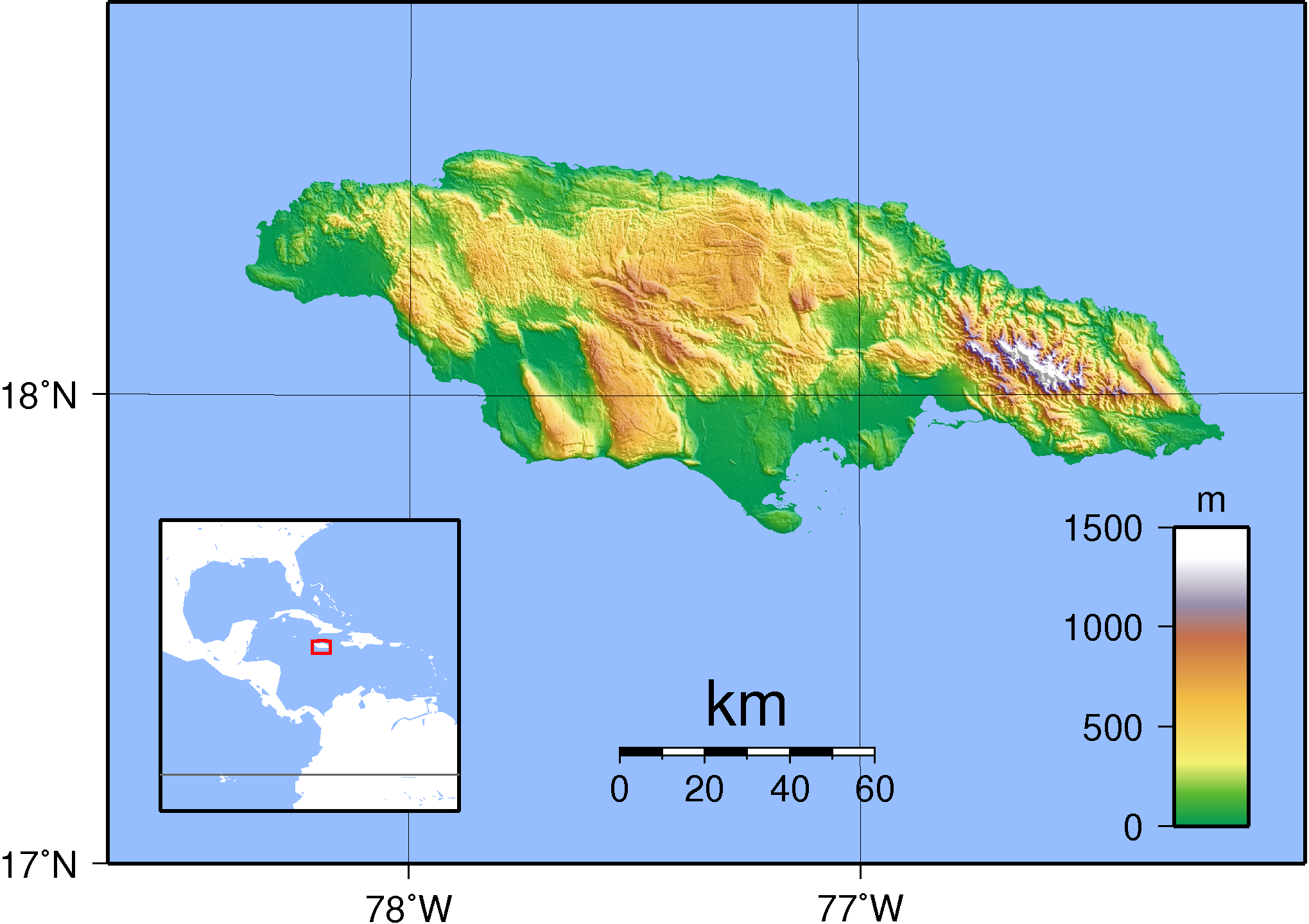
Jamaica domborzati térképe

### Domborzat
Jamaica a Karib-térség harmadik legnagyobb szigete. Belsejét kiterjedt hegység borítja parti síksággal körülvéve, ezért a nagyobb városok mind a part közelébe települtek. Ilyen például: Kingston, Spanish Town, Mandeville és Montego Bay. Hegyeiből több mint 120 patak, folyó indul útnak a fehér homokú tengerpartokig, de nem ritkák a sziklás partszakaszok sem. Változatos felszíni formáinak és egész létezésének oka a dél- és észak-amerikai kőzetlemezek egymáshoz préselődése, aminek hatására a Nagy-Antillák szigetcsoport többi tagjával együtt kiemelkedett a tengerből. Az ország legmagasabb pontja: Blue Mountain Peak, 2256 méter.

### Vízrajz
Legfőbb folyók: Black River, Rio Minho.

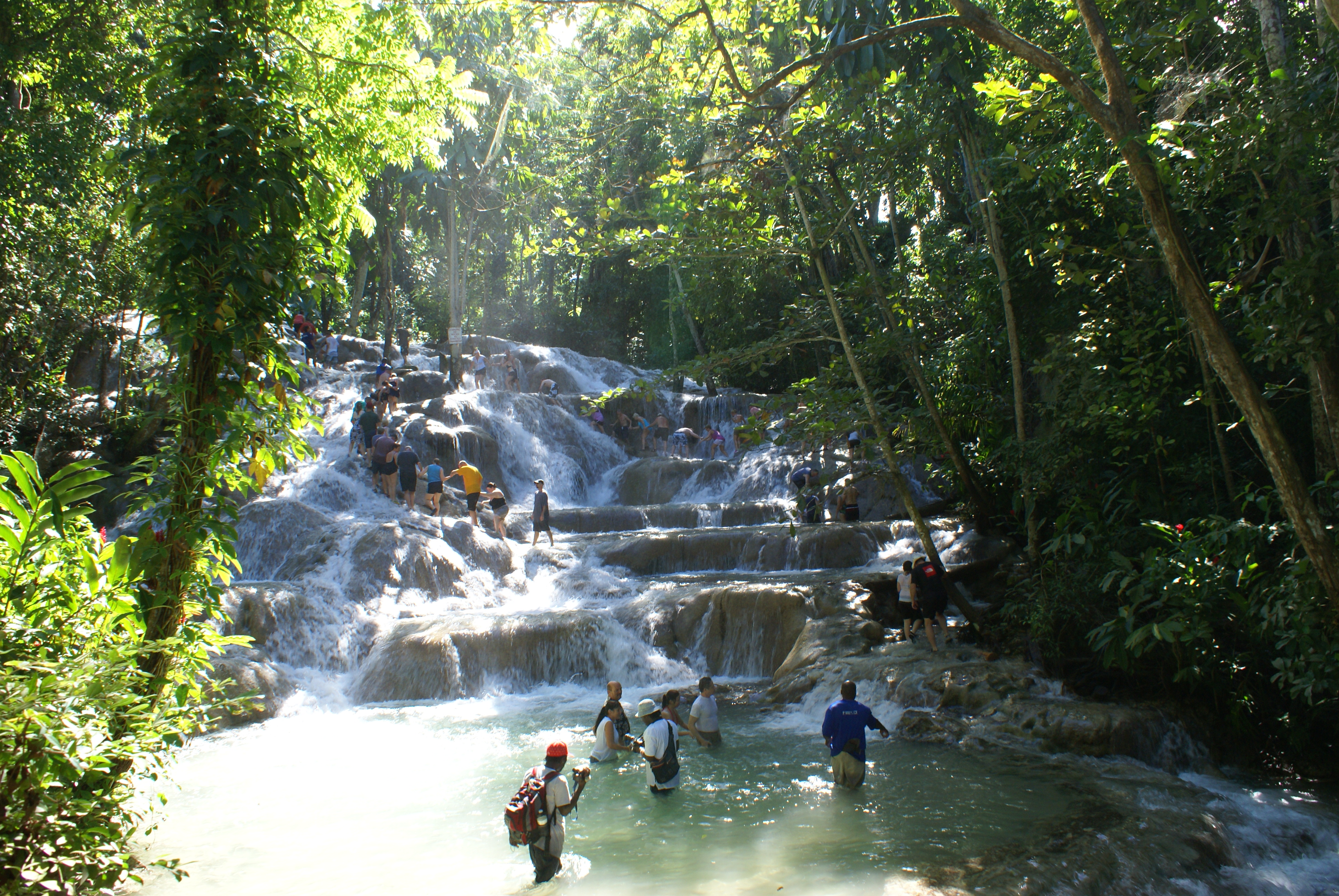
A Dunn's River vízesése
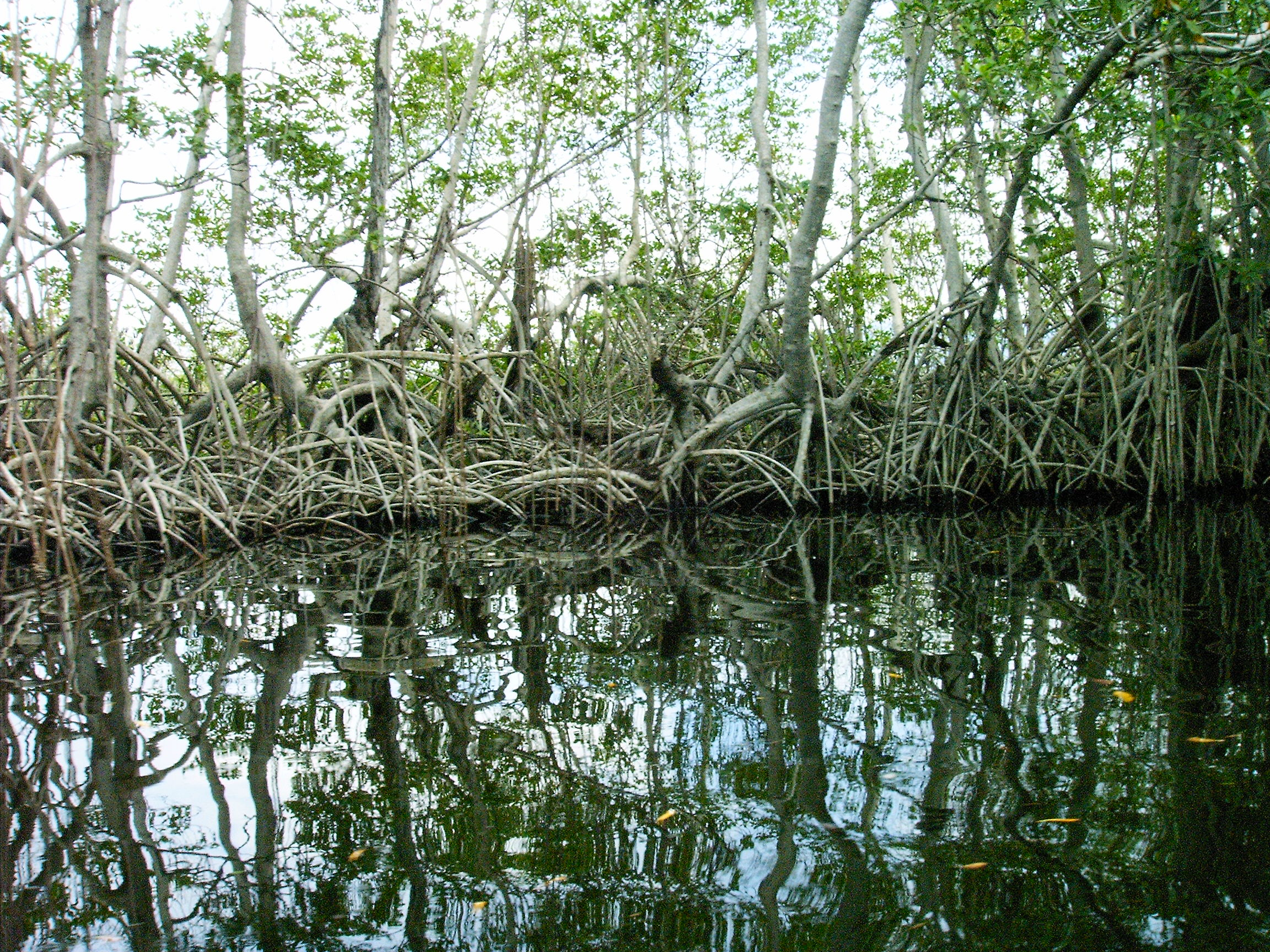
Mangroveerdő a Black River partján
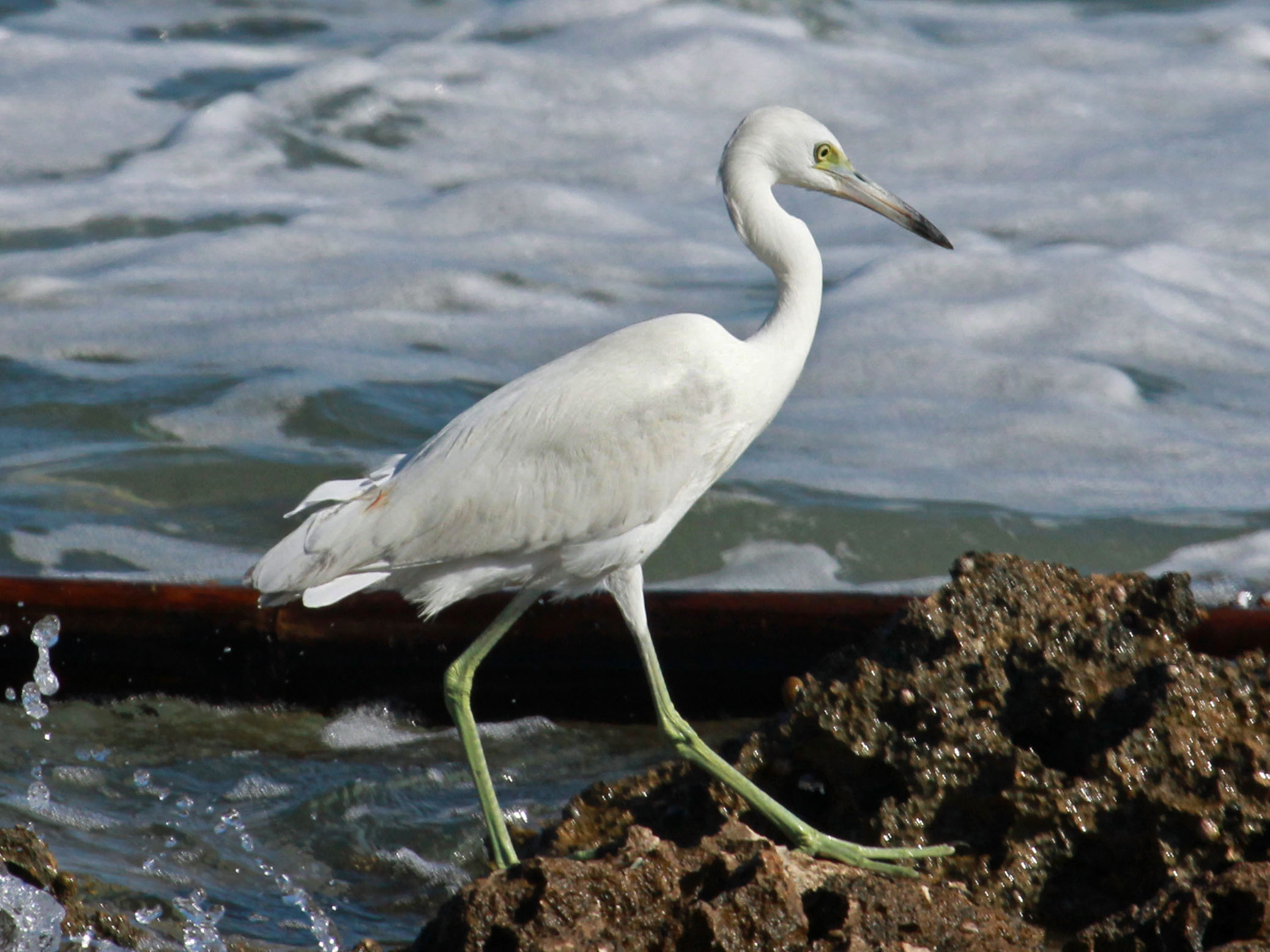
Egretta caerulea
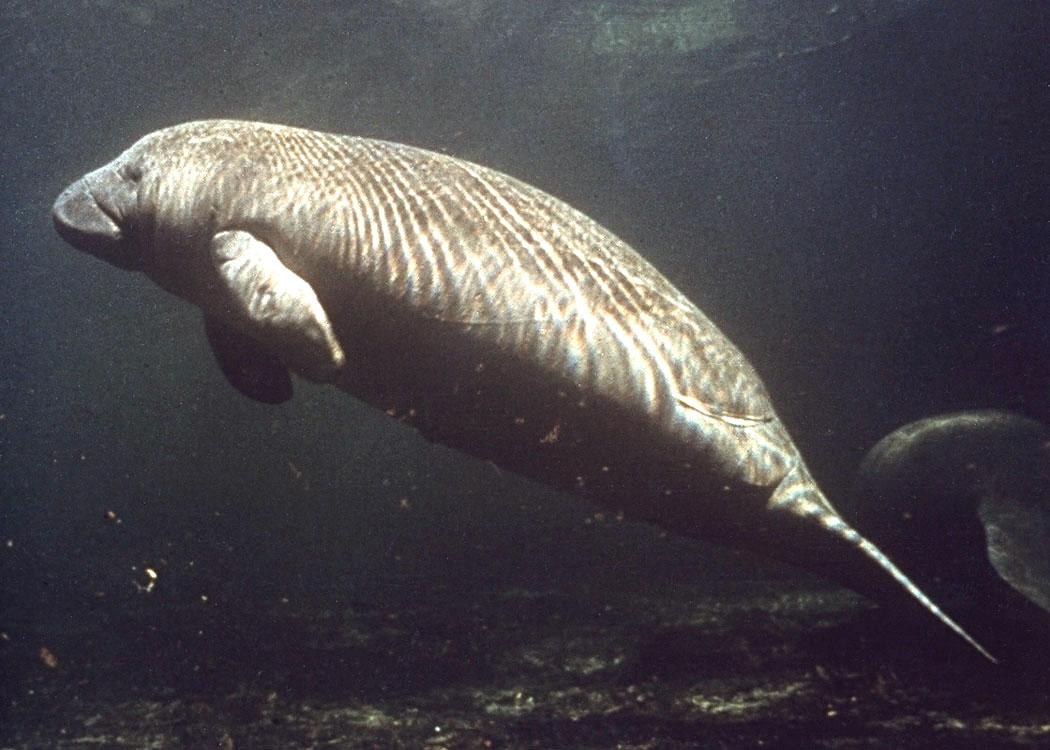
Karibi manátusz

### Éghajlat
Éghajlata trópusi, forró és csapadékos. A sziget hegyes-völgyes belsejében az éghajlat némileg hűvösebb, mint a sík parti területeken. Évszakos hőmérsékletváltozások tulajdonképpen nincsenek. A nappali átlaghőmérséklet 31 °C, az éjszakai pedig 21 °C körül alakul. Az esős évszak júniusban kezdődik és novemberig tart, a legcsapadékosabb hónap szeptember, viszont futó záporok, zivatarok egész évben előfordulhatnak. Az esős évszakban 1-2 °C-kal melegebb van. A sziget déli partjának egyes szakaszain az esőt hozó szeleket felfogják a hegyek. Ezek a vidékek aránylag szárazak.

### Élővilág, természetvédelem
A mezőgazdaság területi igénye miatt mára csak a sziget 24%-át borítják erdők, amelyekben a több millió éves elzártság következményeképpen figyelemre méltó biodiverzitás alakult ki. Több mint 600 különböző lágyszárú és 300 fásszárú növényfajnak ad otthont, és állatvilága is legalább ilyen különleges. Az erdők nagy része a hegyekben található, a part menti síkságot megművelik, közvetlenül a tengerpartot pedig ismét erdők borítják.

#### Nemzeti parkjai
A Jamaica National Heritage Trust nevű szervezet foglalkozik Jamaica nemzeti örökségének gondozásával, amelybe beletartoznak a nemzeti parkok és a botanikus kertek is. E szervezet által gondozott nemzeti parkok:
- Blue Mountains - a sziget legmagasabb hegyeinek környéke, Jamaica első nemzeti parkja.
- Clydesdale Nemzeti Erdő (Clydesdale National Forest Park) - az erdők mellett kávéültetvények is részei.
- Hollywell Nemzeti Park (Hollywell National Park) - jamaicai mércével mérve hideg vidék. Gazdag a madárvilága.

## Történelem
A sziget i. e. 4000 és i. e. 1000 között Dél-Amerika felől, arawak és talán taíno őslakosokkal népesedett be. Az európaiak érkezésekor mintegy 300 ezer őslakos élhetett itt. Az arawak kultúrának nagyon csekély nyoma maradt, de még ma is élnek kis számban arawak/taínók Jamaicán, ugyanis kis részük túlélte a spanyol és angol hódítók agresszióit.
Kolumbusz Kristóf először 1494-ben szállt itt partra, és Spanyolország birtokává nyilvánította. Az első jamaicai telep Sevilla. Ezt 1554-ben, ismétlődő kalóztámadások után elhagyták, és a főváros Spanish Townba költözött, melyet 1534 elején Santiago de la Vega alapított. Itt található a brit gyarmatok legrégebbi katedrálisa. A spanyolokat az angolok 1655-ig erővel kitelepítették a városból, ekkor Tower Isle, az utolsó jamaicai spanyol erőd elestével teljesen angol kézre került a sziget. Don Arnoldo de Yassi védte Tower Isle erődjét öt éven át az angolok ellen, aztán Kubába menekült. A támadó angolok parancsnokai: William Penn angol admirális (a pennsylvaniai William Penn apja) és Robert Venables tábornok. A spanyol uralmat követő kétszáz évnyi angol, majd brit uralom idején Jamaica a világ legfontosabb cukorexportáló országává vált. Ezt a behurcolt afrikai rabszolgák tömeges alkalmazása tette lehetővé. A rabszolga-kereskedelem betiltása után, az 1800-as évek első felében Indiából és Kínából szerződéses munkásokat hoztak. Utódaik máig Jamaicán élnek.
A rabszolgamunka fokozott igénybevétele következtében a 19. század elejétől a feketék száma hússzorosa lett a fehérekének. Ez az arány azóta nagyjából állandó és folyamatos forrása a lázadásoknak. Számos ilyen lázadás után a rabszolgaságot 1834-ben betiltották, a korábbi rabszolgák teljes egyenjogúsítására 1838-ban került sor.
Jamaica gazdaságilag csak lassan függetlenedett az Egyesült Királyságtól. 1958-ban a Nyugat-indiai Föderáció tartománya lett. Ebben a szövetségben egyesült egész Brit Nyugat-India. Jamaica teljes függetlenségét a Szövetségből való kilépéssel érte el 1962-ben. 

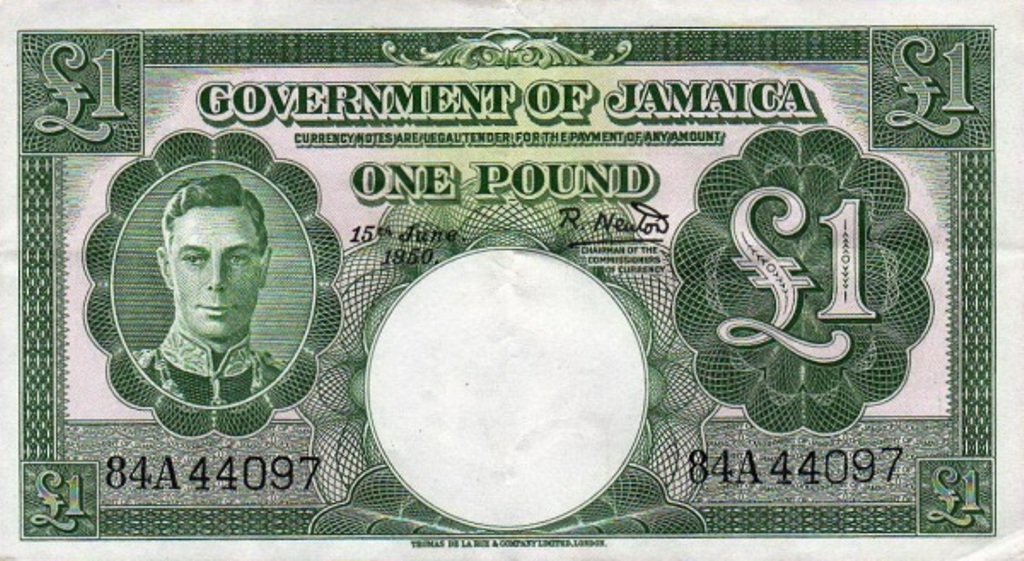
A brit fennhatóság alatt kibocsájtott 1 jamaicai fontos papírpénz VI. György király portréjával.

A függetlenség első tíz évében, az egymást követő konzervatív kormányok idején évi hat százalékot meghaladó gyors gazdasági növekedést élt át az ország. Nagyarányú tőkebefektetés érkezett a bauxitbányászatba és alumíniumkohászatba, az idegenforgalomba, a gyáriparba, és jóval kisebb arányban a mezőgazdaságba. Az első évtized optimizmusa növekvő érzékenységet hozott az egyenlőtlenséggel szemben, a növekedés hasznából nem részesülő városi szegénység sorsával szemben. Ez, párosulva az 1970-től lassuló világgazdasággal, a választókat kormányváltásra késztette 1972-ben, a Nép Nemzeti Pártját (PNP) választották meg. Ettől kezdve a kormánypolitika nagyobb szociális igazságosságra törekedett az oktatásban és egészségügyben, de Jamaica gazdaságilag hanyatlott és 1980-ban a nemzeti össztermék 25%-kal maradt az 1972-es szint alatt. Növekvő külső és belső eladósodottság, párosulva a nagy költségvetési hiánnyal az Nemzetközi Valutaalap által javasolt megszorító intézkedések végrehajtására kényszerítette a kormányt.
A gazdasági hanyatlás az 1980-as évek közepéig tartott, amit súlyosbított a legnagyobb (Alpart) és harmadik (Alcoa) alumíniumgyártó termelésének leállítása. Jelentősen csökkent a második legnagyobb alumíniumgyártó (Alcan) termelése is, a Reynolds Jamaica Mines Ltd. bezárta jamaicai bányáit. Turista is kevesebb érkezett. Az 1980-as évektől kezdve Jamaica virágzó ország, ahol nagy a bűnözés, a jelentéktelen lopások súlyos problémává váltak.

## Közigazgatása és politikai rendszere

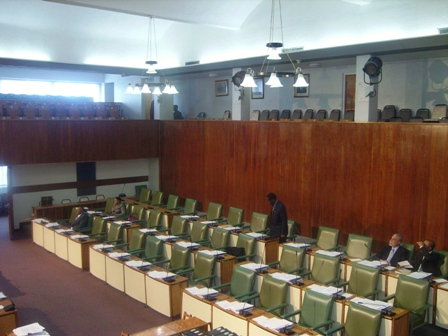
A parlament ülésterme

### Alkotmány, államforma
Államformája alkotmányos monarchia, a Nemzetközösség tagja. Az uralkodót, III. Károlyt az általa kinevezett főkormányzó (Governor-General) képviseli. A főkormányzó jelöli posztjára a miniszterelnököt és a kormány többi tagját, majd a király vagy a királynő kinevezi őket. A kabinet minden tisztviselőjét a miniszterelnök javaslatára iktatnak be. Az államfő és a főkormányzó nagyobbrészt ceremoniális szerepet töltenek be, eltekintve komolyabb alkotmányos jogosítványaiktól.

### Közigazgatási beosztás
Az ország 3 megye (county) és 14 parókiára (parish) oszlik:
- Cornwall megye a sziget nyugati része, járásai:
  - 1. Hanover
  - 2. Saint Elizabeth
  - 3. Saint James
  - 4. Trelawny
  - 5. Westmoreland

- Middlesex megye a sziget közepe, járásai:
  - 6. Clarendon
  - 7. Manchester
  - 8. Saint Ann
  - 9. Saint Catherine
  - 10. Saint Mary
- Surrey megye a sziget keleti része (sárga szín), járásai:
  - 11. Kingston
  - 12. Portland
  - 13. Saint Andrew
  - 14. Saint Thomas

### Politikai pártok
A legnagyobb politikai pártok:
- People's National Party (Nemzeti Néppárt)
- Jamaica Labour Party (Jamaicai Munkáspárt)
- National Democratic Movement (Nemzeti Demokratikus Mozgalom)
- Jamaica National Alliance for Unity (Jamaicai Nemzeti Szövetség az Egységért)

## Népesség

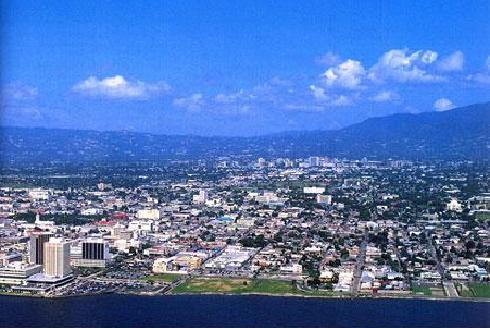
A főváros, Kingston

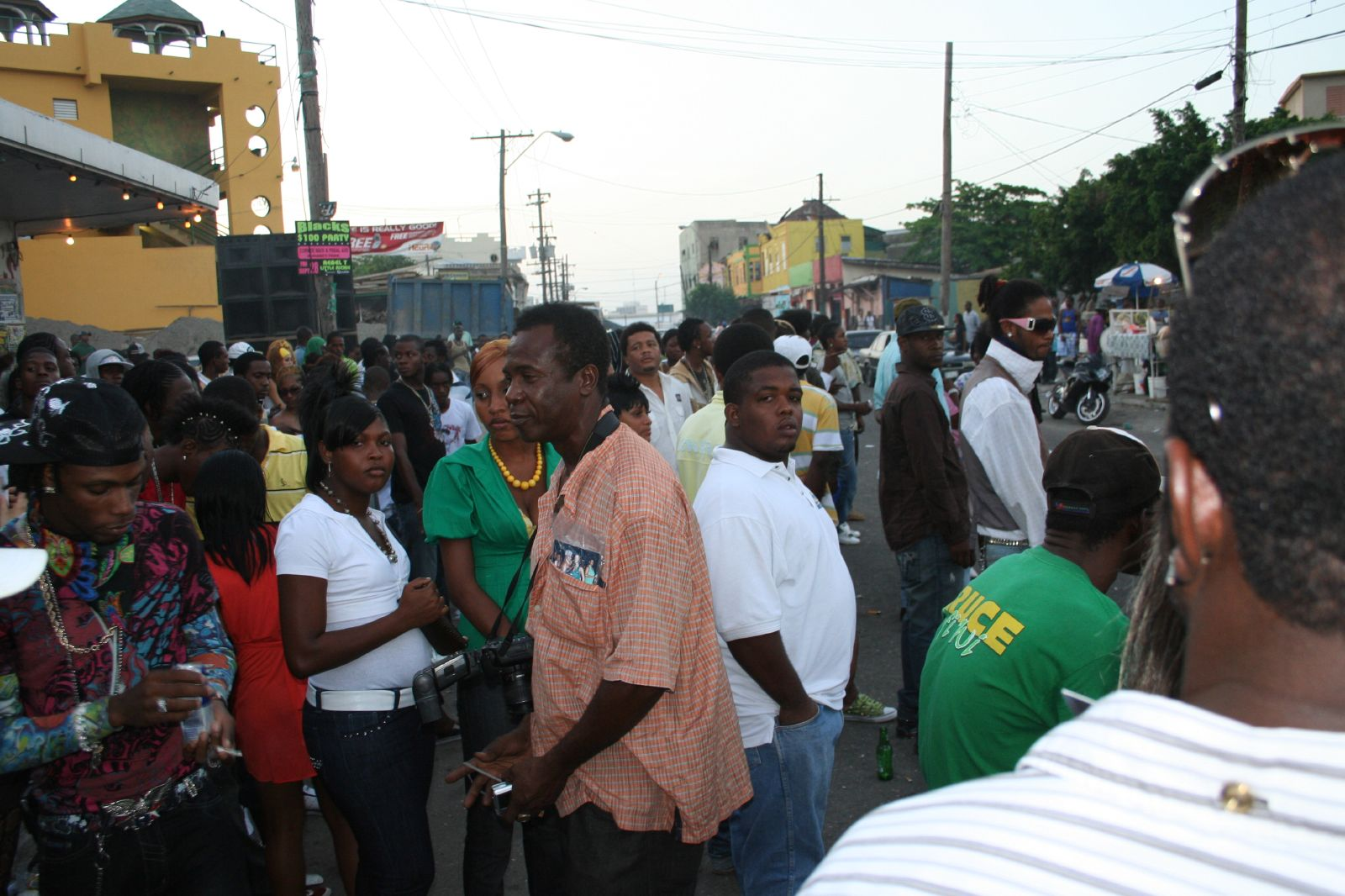
A főváros egy utcaképe

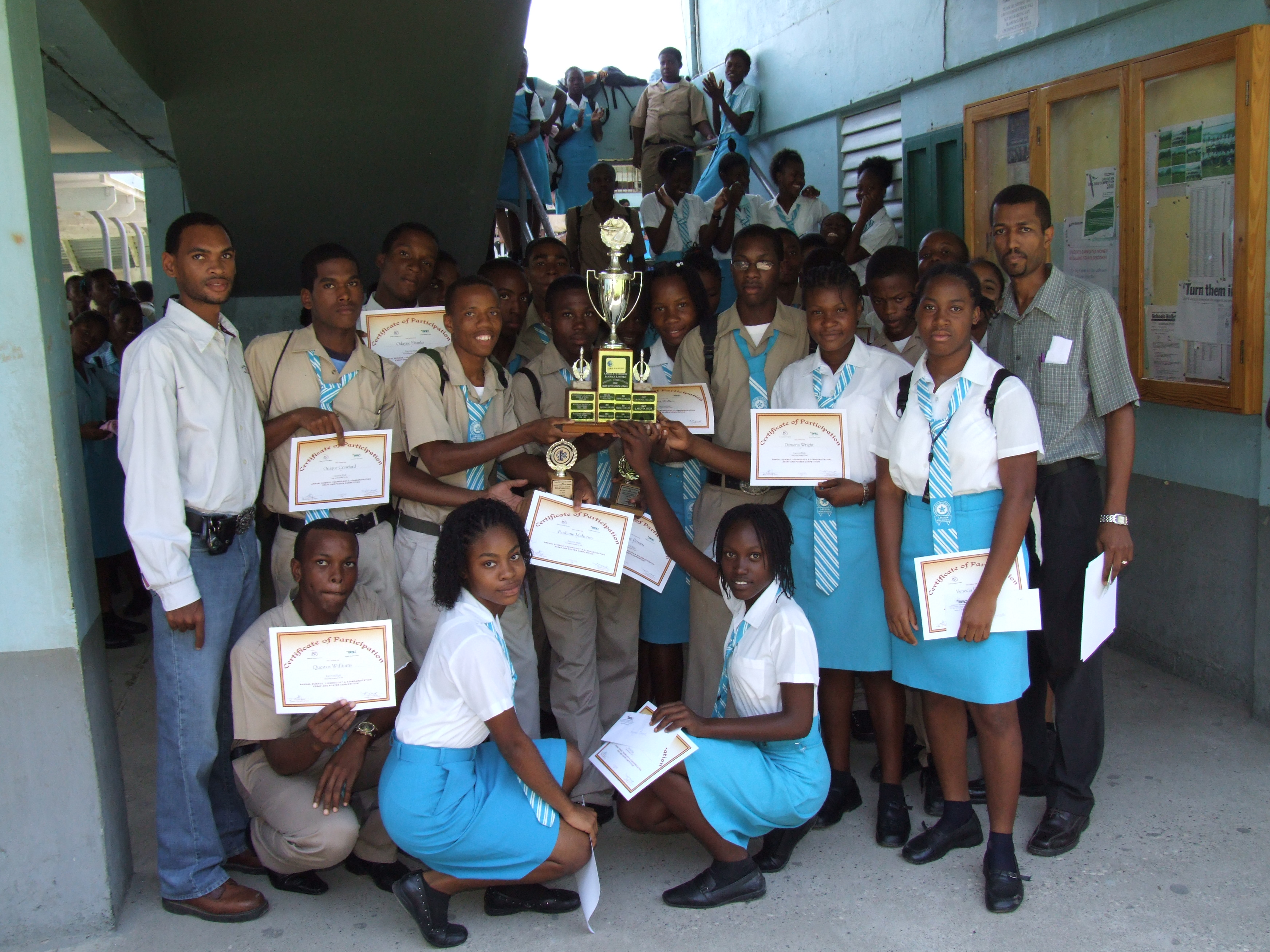
Középiskolások

Jamaica lakosságát 2009-ben 2 754 643 főre becsülték. A népességnövekedési ráta csak 0,43%, ezért a sziget 2025-re várható népessége 3,2 millió körül lehetséges. A 2009-es adathoz képest már most is mérhető a csökkenés, a 2011-es hivatalos becslés már csak 2 711 467 főre becsülte az ország lakosságát. Ám egy újabb 2017-es mérés már 2 890 299 főt számlál.

### Népességének változása
| Lakosok száma | 2 697 983 | 2 950 210 | 2 890 299 | 2 734 093 |
|               | 2011      | 2015      | 2017      | 2019      |

### Általános adatok
Jamaica lakossága, mint ahogy az ország mottója is tartja („sok nemzetből egy”), meglehetősen sokszínű. Az ott élők legnagyobb részének ősei Afrikából elhurcolt rabszolgák voltak, elsősorban a mai Ghána és Nigéria területén élt akan és igbó népcsoportokból, mások spanyol, indiai, angol, kínai vagy közel-keleti származásúak. A jamaicaiak 80-85%-a főleg afrikai ősökre tekinthet vissza, a többiek kevert etnikumúak: 3% kínai, 3% indiai, 5% mesztic, 5% mulatt, 3% fehér, 1% indián.
Az elmúlt évtizedek során több százezer jamaicai vándorolt ki főként az Egyesült Államokba, Kanadába és az Egyesült Királyságba. Az utóbbi időszakban a kivándorlás mértéke csökkenni látszik.
A lakosság 15%-a írástudatlan.

### Vallási megoszlás
A lakosság 64%-a keresztény, legnagyobb része protestáns.
Az öt legtöbb főt számláló egyház és mozgalom:
- „Church of God” (24%),
- hetednapi adventista (11%),
- pünkösdi-karizmatikus (10%),
- baptista (7%),
- anglikán (4%).

Számos spanyol római katolikus is letelepedett a szigeten, és még ma is kimutatható társadalmi súllyal rendelkeznek.
A többiek a jamaicai eredetű rasztafári vallás, Jehova tanúi, a hinduizmus, a buddhizmus stb. hívője. Elhanyagolható lélekszámú iszlám és izraelita közösség is megvetette a lábát a szigeten.
Jamaicából ered a rasztafariánus vallás, amelynek világszerte mintegy 1 millió követője van. A raszták Hailé Szelasszié etióp császárt tartják a „fekete (afrikai) messiásnak.” A rasztafári elnevezés a Ras Tafari névből ered, ez volt a neve Szelasszié császárnak a koronázása előtt. Szelassziét a raszták Jah (Jahve rövidítése, Isten raszta elnevezése) földi megtestesülésének és a szentháromság tagjának tekintik. A mozgalom a jamaicai fekete munkásoktól és parasztoktól ered az 1930-as évekből, egy bibliai prófécia sajátos értelmezéséből, fekete politikai törekvésekből és Marcus Garvey raszta próféta tanításaiból. A jellegzetes raszta frizura szorosan kapcsolódik a mozgalomhoz, de nem általános a követők között. A raszták számára a marihuána (ganja, fű) szívása spirituális cselekedet. Szentségnek tekintik, ami elősegíti a tudatosságot, békét és közelebb viszi őket Istenhez, de használata nem kötelező. Vannak raszták, akik nem szívnak. A raszta mozgalom a világ számos részén elterjedt, főleg migráció útján és a reggae-zene közvetítésével, ami főként Bob Marleynak köszönhető. 2000-ben több mint egymillió raszta volt szerte a világon. A jamaicaiak öt százaléka tartja magát raszta vallásúnak.

### Nyelvi megoszlás
Jamaica hivatalos nyelve az angol, amit jellegzetes tájszólásban beszélnek. Emellett az angol egy afrikaiasított változatát, a jamaicai patois-t is előszeretettel használják. Az alsóbb néprétegekben szinte teljes mértékben a patois a használatos, de ahogy haladunk felfelé a társadalmi ranglétrán, úgy válik az emberek beszéde egyre jobban hasonlóvá a standard angolhoz, míg a vezető réteg már teljesen standard módon beszéli az angolt. Azonban az átlag jamaicai  az angol és a patois kifejezéseket keverve, felváltva használja, helyzettől függően.

### Etnikai megoszlás
A lakosság 2011-es adatok szerint szinte teljes mértékben feketékből, illetve mulattokból áll: a népesség 92%-a fekete, 6%-a mulatt.
A feketék (afrikaiak) a rabszolgák leszármazottai, akik sajátos kultúrát hoztak létre. A mulattok fekete-fehér keverékek, bőrszínük világosabb a feketékénél, de alapjában véve negridek.
Mindössze 1% indiai és 1% egyéb él az országban. A fehérek a gyarmatosítók leszármazottai, az ázsiaiak pedig szerződéses munkásként érkeztek a szigetre.

## Gazdaság

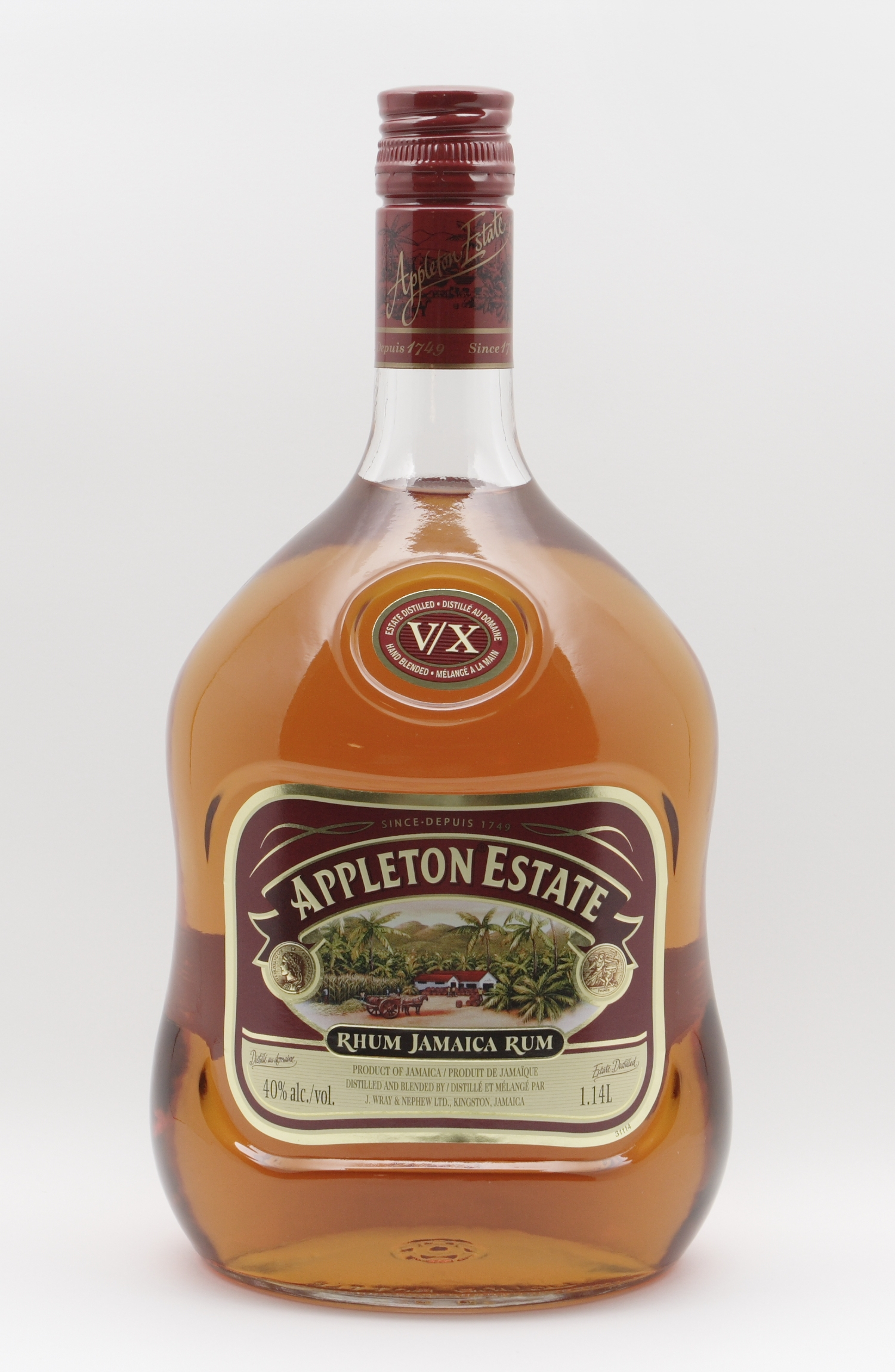
Appleton Estate jamaicai rum

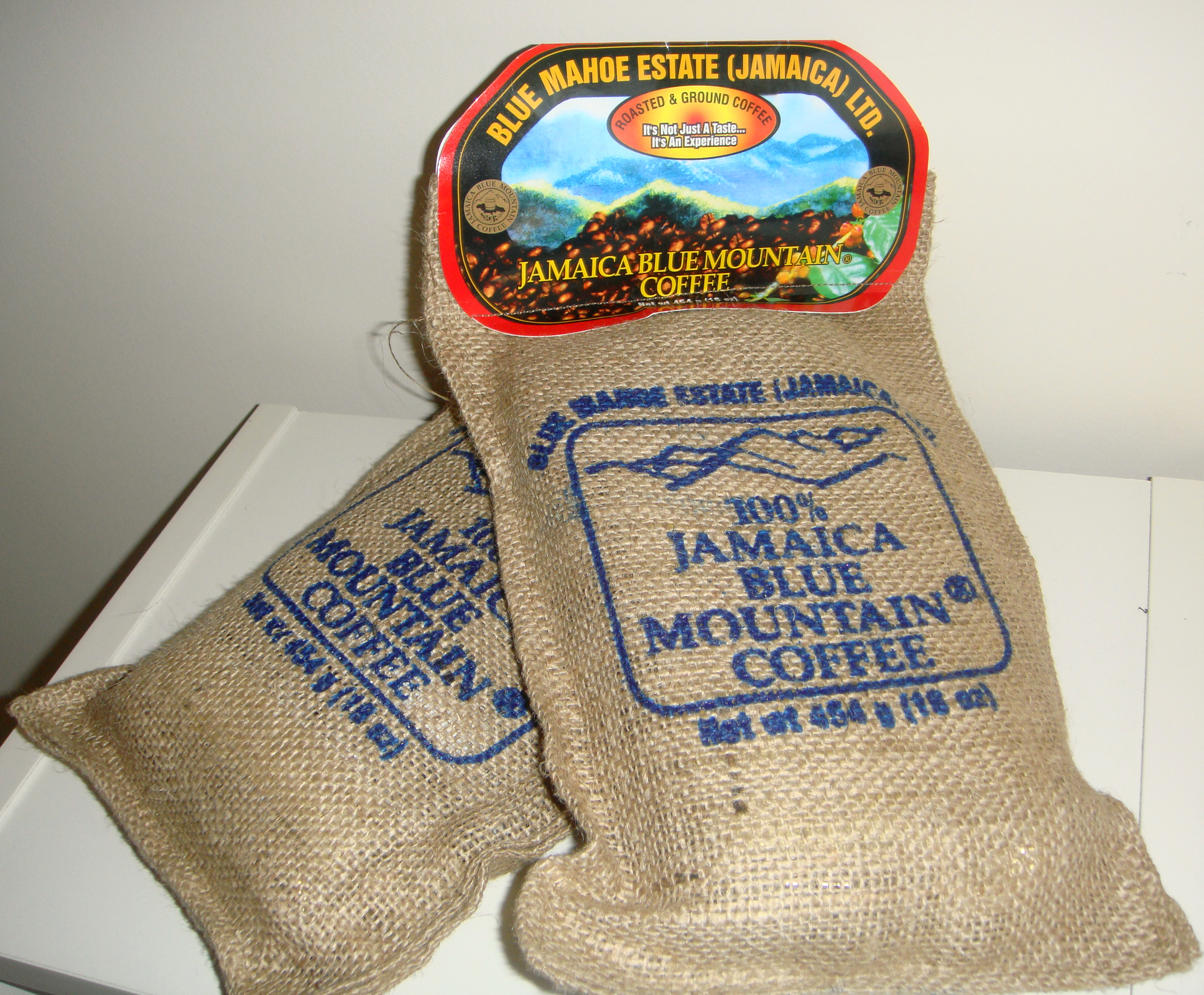
Blue Mountain kávé

Gazdasága: agráripari ország. Gazdaságának alapja a bauxitbányászat, az ültetvényes gazdálkodás és a turizmus.
Környezeti szempontból törékeny a gazdasága a hurrikánok és az emelkedő tengerszint miatt. A bűnözés szintje tartósan magas, ahogy a fiatalok munkanélkülisége és a szegénység szintje is.

### Mezőgazdaság
Jelentős gazdasági ága a mezőgazdaság, az ültetvényeken termesztett kávé, cukornád, banán, fűszerek (szegfűszeg), kakaó, dohány fontos exportcikkek.

#### Ipar
Ipara a bányászaton alapul, amely külföldi monopóliumok kezében van. Óriási bauxitvagyonát jórészt külszíni fejtéssel termelik ki Ocho Ríos térségében. Más bányatermékei: márvány, gipsz.

#### Külkereskedelem
- Exporttermékek: alumínium, bauxit, cukor, banán, rum.
- Importtermékek: műszaki felszerelések és alkatrészek, építőanyagok, üzemanyag, élelmiszer, vegyi árucikk, műtrágya.

Főbb kereskedelmi partnerek 2019-ben:
- Export:  USA 32%, Hollandia 11%, Németország 9%, Kanada 7%, Izland 7%
- Import:  USA 43%, Kína 11%

### Az országra jellemző egyéb ágazatok
Legjelentősebb ásványkincse és fő bevételi forrása a bauxit.

## Közlekedés
Nemzetközi repterek:

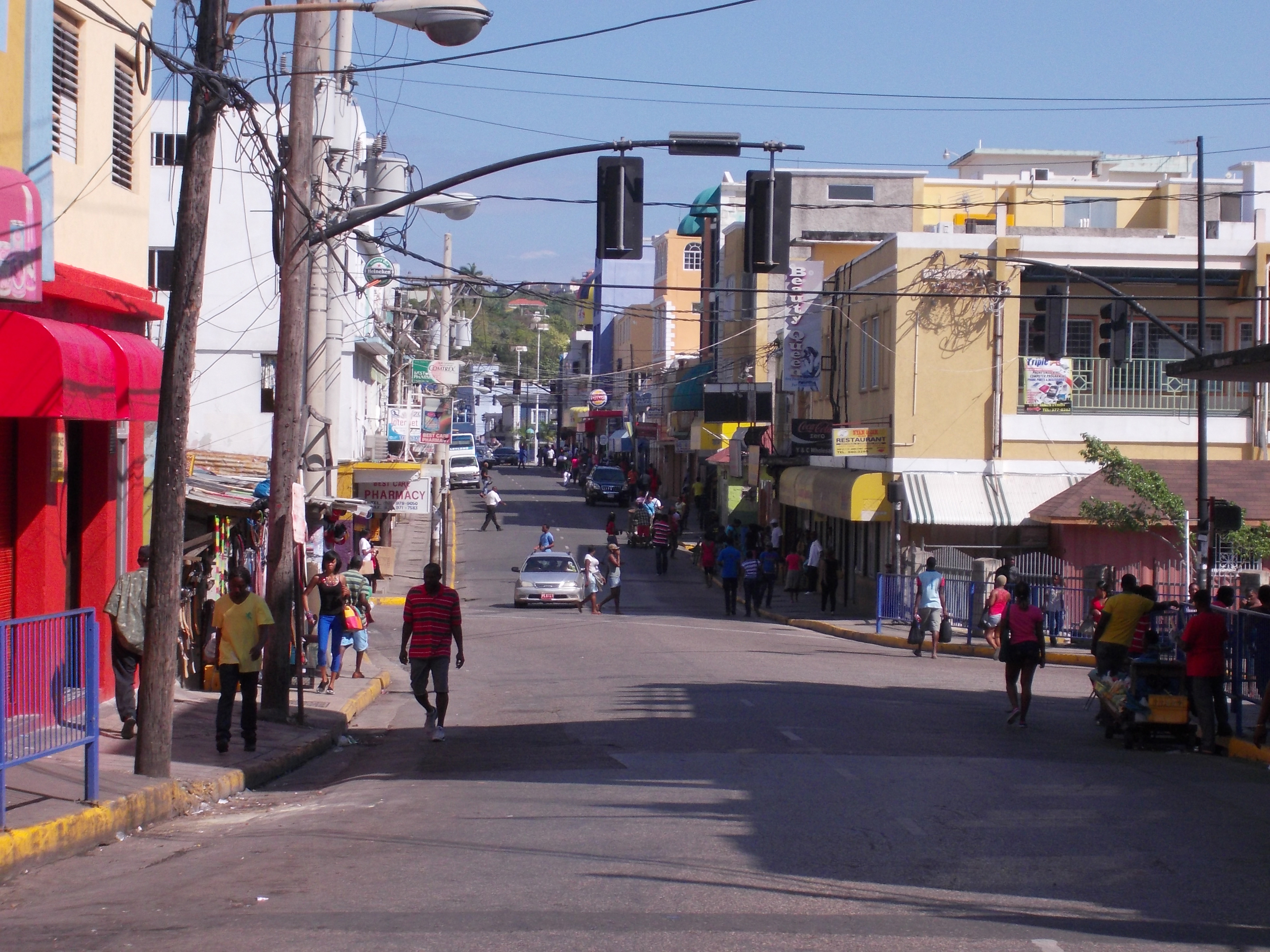
Utcakép, Montigo Bay

- Sir Donald Sangster International Airport (Montego Bay)(IATA: MBJ, ICAO: MKJS)
- Norman Manley International Airport (Kingston)(IATA: KIN, ICAO: MKJP)

Ezeken kívül még kilenc reptér található az országban. A legnagyobb légitársaság pedig az Air Jamaica.
A hajókikötők száma nyolc.

### Szárazföldi közlekedés
A közutak hossza 21 000 kilométer (amelyből 15 ezer km aszfaltozott 2007-ben), a vasúté 272 km. A szigeten a legfontosabb tömegközlekedési eszköz a busz.

## Telekommunikáció
| Hívójel prefix | 6Y |
| ITU zóna       | 11 |
| CQ zóna        | 8  |

## Kultúra

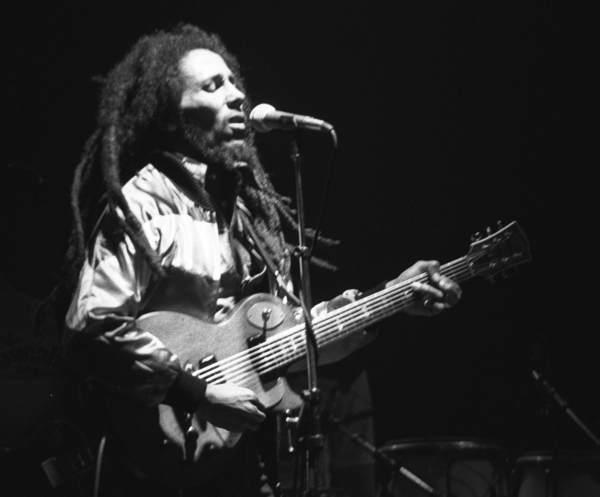
Bob Marley, akit hazájában sokan szinte istenként tisztelnek

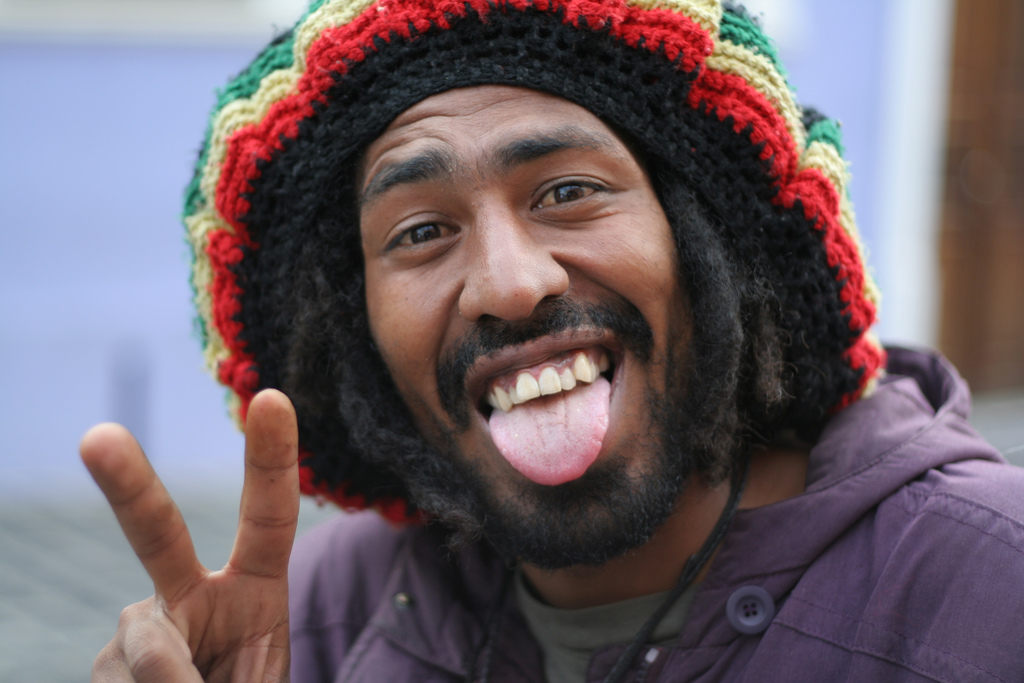
Rasztafariánus mozgalom

Annak ellenére, hogy Jamaica kis ország, kultúrája igen gazdag és világszerte ismert.

### Zene
A reggae Elvisének tartott Bob Marley hazája. Halálának évfordulóját nemzeti megemlékezési napnak nyilvánították az országban.
Jamaica számtalan zenei stílus őshazája: reggae, ska, mento, rocksteady, dub, dancehall és ragga.
Az amerikai hiphop zene is jamaicai közvetítéssel alakult ki, mégpedig a New Yorkba bevándorló jamaicaiak révén, akik kezdetben reggae- és dubzenékre mesélték el történeteiket, majd az amerikai közönség hatására zenéjükbe disco, rock és funky elemek kerültek be. A Londonba vándorló jamaicaiaknak pedig a drum and bass stílust köszönhetjük.

### Gasztronómia
A jamaicai konyha a sok etnikai csoport miatt igen változatos.

## Turizmus

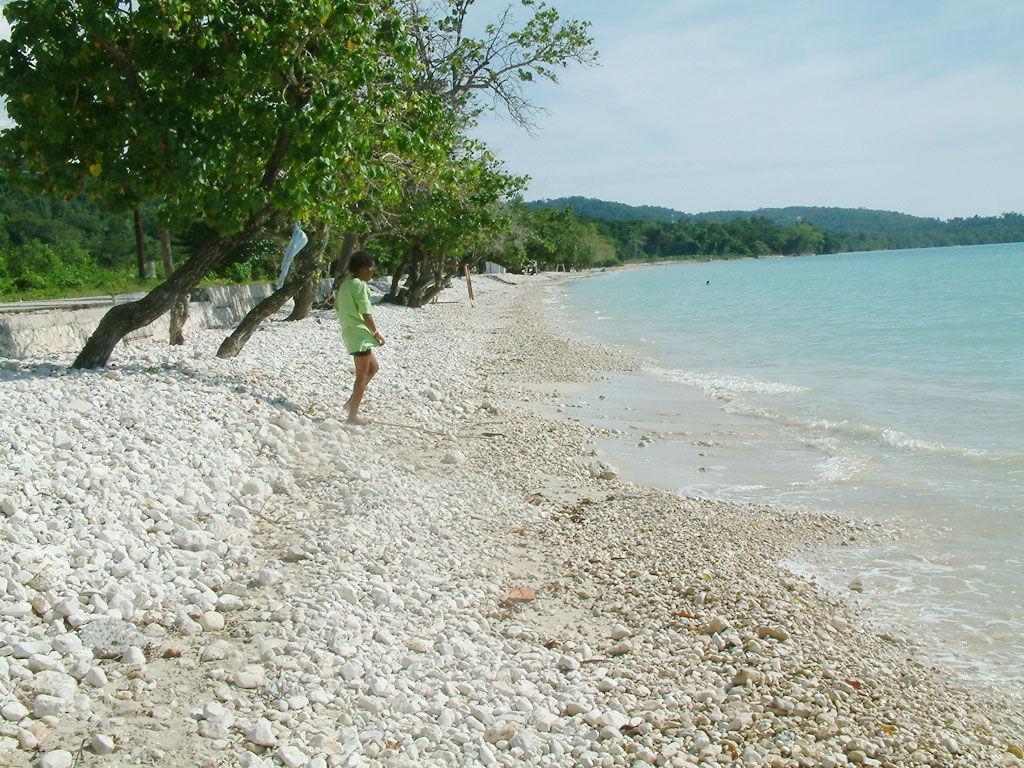
Bluefields tengerpartja

### Látnivalók
A leglátogatottabb helyek:
- Kingston: Az ország fővárosa. Itt található a Bob Marley Múzeum, ami volt otthonában állít emléket a művésznek.
- Montego Bay
- Negril: Az ország legnagyobb tengerparti üdülőhelye.
- Dunn's River-vízesés (Ocho Rios)

### Oltások
Javasolt oltások Jamaica-ba utazóknak:
- Hastífusz
- Hepatitis A (Nagy a kockázata a fertőzésnek.)
- Hepatitis B (Közepes a kockázata a fertőzésnek.)
- Veszettség

Kötelező oltás, ha fertőzött országból érkezik/országon át utazik valaki:
- Sárgaláz

### Atlétika

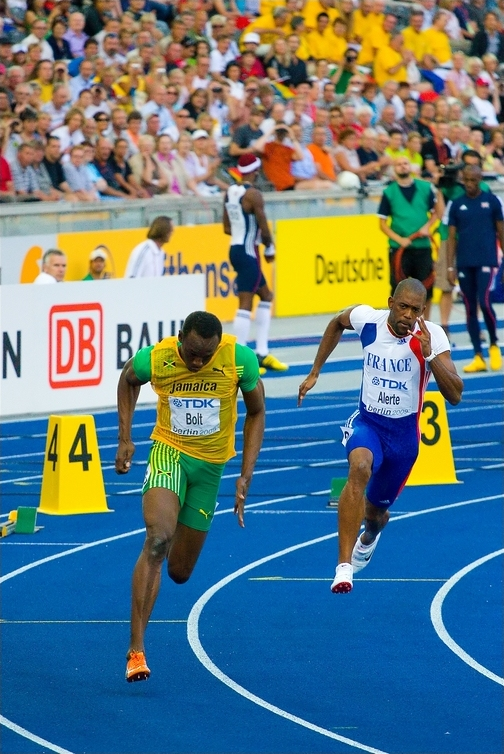
Usain Bolt, 2009. Berlin

## Sport

### Olimpia
Az országnak eddig 13 aranyérme van a játékokról. A legeredményesebb sportág az atlétika. Leghíresebb sportolóiknak egyike a sprinter Usain Bolt. Egy korábbi korszak világsztárja Merlene Ottey volt, akinek 2,4 méter magas bronzszobrot állítottak.
- Bővebben: Jamaica az olimpiai játékokon

### Krikett
Az országban nagyon népszerű sport a krikett; Jamaica tagja a több kis országot tömörítő, többszörös világbajnok karib-térségi krikettválogatottnak is. Jamaicából származik a sport 21. századi történetének egyik legeredményesebb ütőjátékosa, Chris Gayle, valamint a világhírű dobó, Courtney Walsh is. A térségben működő Caribbean Premier League (CPL) nevű Húsz20-as krikettbajnokság helyi képviselője a Jamaica Tallawahs.

### Labdarúgás
A Jamaicai labdarúgó-válogatott sok területi bajnokságot nyert már meg.

## Ünnepek
| Dátum              | angol neve                 | magyar neve           |
| ------------------ | -------------------------- | --------------------- |
| január 1.          | New Year's Day             | Újév                  |
| február/március    | Ash Wednesday              | Hamvazószerda         |
| március/április    | Good Friday                | Nagypéntek            |
| március/április    | Easter Monday              | Húsvéthétfő           |
| május 11.          | Bob Marley bereavement Day | Bob Marley gyásznapja |
| május 22.          | Labour Day                 | A munka napja         |
| augusztus 1.       | Emancipation Day           | Emancipáció napja     |
| augusztus 6.       | Independence Day           | A függetlenség napja  |
| október 3. hétfője | National Heroes Day        | Nemzeti hősök napja   |
| december 25–26.    | Christmas Day              | Karácsony             |